# Hozamgörbe

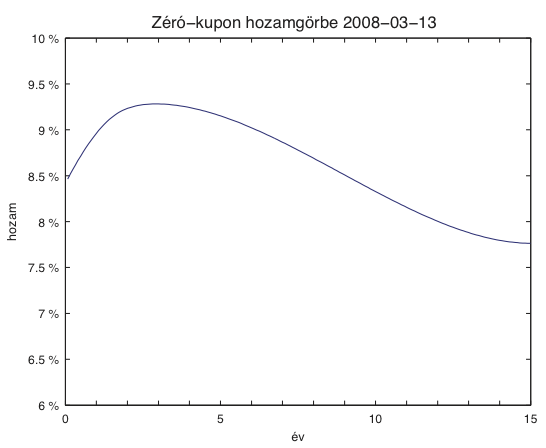
A magyar állampapírok hozamgörbéje 2008. március 13-án

A hozamgörbe (más néven a kamatlábak lejárati szerkezete; angolul yield curve vagy term structure of interest rates) a különböző futamidejű hiteltartozások kamatlábait a futamidő függvényében ábrázolja. A hozamgörbe azt tükrözi, hogy egy befektetés (hitelnyújtás) hozama általában függ a befektetés időtávjától. A hitelkamatlábak és így a teljes hozamgörbe is függ a hiteladóstól és a hitel devizanemétől.
A hétköznapi szóhasználatban hozamgörbe alatt jellemzően valamely szuverén adós, például a Magyar Köztársaság által kibocsátott, különböző futamidejű kötvények lejárata (futamideje) és hozama közötti kapcsolatot értjük. A hozamgörbe valamely pontja így azt mutatja meg, hogy mennyi lenne egy adott futamidejű, kamatot csak egyszer (lejáratkor) fizető állampapír hozama. A jobb oldali ábra a magyar állampapírokból 2008. március 13-án számolt hozamgörbét mutatja.
Fejlett tőkepiaccal rendelkező országokban nemcsak szuverén adósok, hanem vállalatok és más szervezetek által kibocsátott kötvények hozamait is szokás a fenti módon bemutatni. Ilyenkor az azonos kockázati osztályba sorolt kibocsátók kötvényeinek hozamait ábrázolják egy hozamgörbén; a különböző kockázati osztályokhoz különböző hozamgörbék tartoznak.
A jelenérték-számítás feltételezi a hozamgörbe ismeretét. A hozamgörbe így nemcsak a kötvények, részvények, származtatott ügyletek és más tőkepiaci eszközök árazásához szükséges, de a vállalati pénzáramlások értékeléséhez is, ezen keresztül pedig mindenféle vállalati beruházási és finanszírozási döntés meghozásához. A hozamgörbe továbbá a rövid lejáratú hozamok és az infláció jövőbeli alakulásával kapcsolatos piaci várakozásokat is tükrözi, ezért a gazdaságpolitika számára is nagy jelentőséggel bír.

## Jelentősége
- befektetési és beruházási döntések alapja
- piaci várakozásokat tükröz
- világszerte óriási mennyiségű tőke hever fix kamatozású értékpapírokban, amelyek értéke a hozamgörbe változásaitól függ
- monetáris politika hatása, kamattranszmisszió mint a monetáris transzmissziós mechanizmus egyik csatornája; kapcsolat a jegybanki alapkamattal

## Típusai

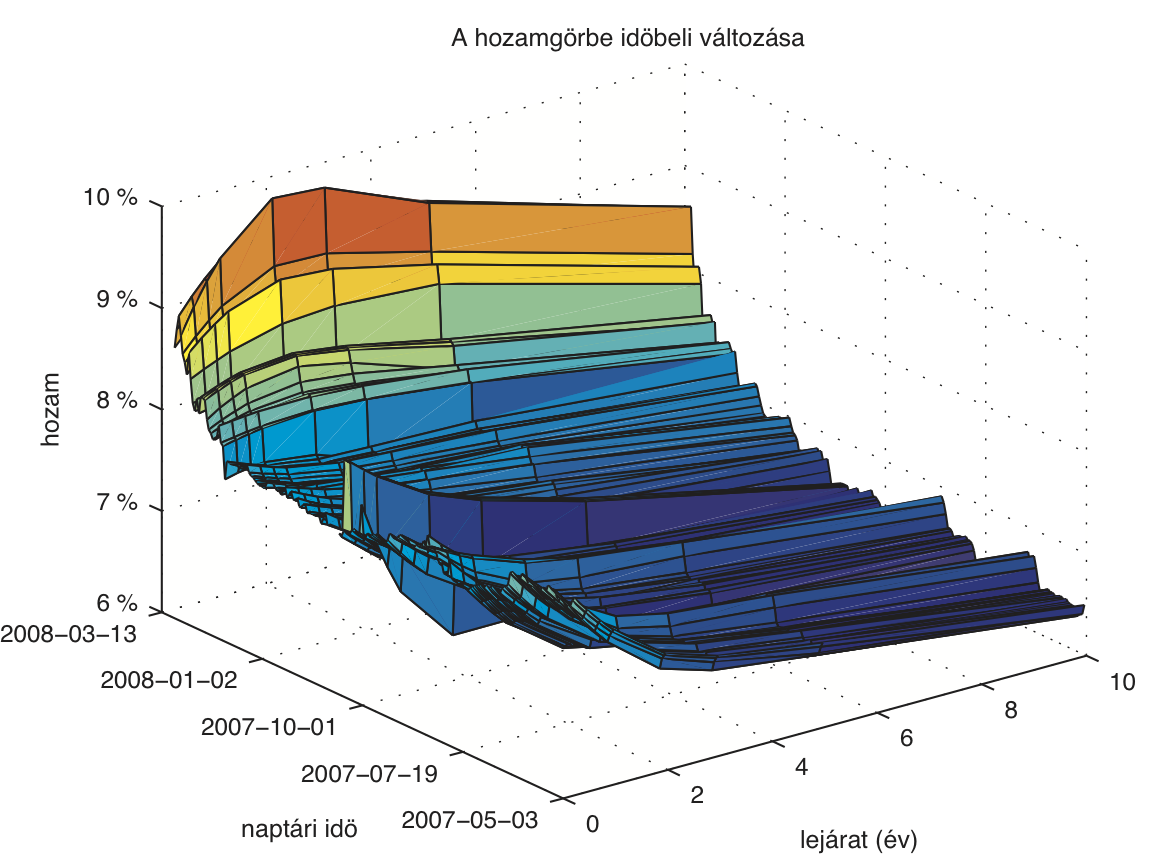
A magyar állampapírok zéró-kupon hozamgörbéjének alakulása 2007. május 3. és 2008. március 13. között

A valóságban többféle hozamgörbe létezik, amelyek kapcsolódnak egymáshoz, de mégis eltérő dolgokat jelölnek. Jelző nélkül a hozamgörbe kifejezés alatt az azonnali (spot vagy zéró-kupon) hozamgörbét értik, amely a különféle lejáratú elemi kötvények hozamát mutatja egy adott időpontban. Ez a hozamgörbe természetesen napról napra változhat és változik is. A jobb oldali ábra a magyar állampapírpiaci zéró-kupon hozamgörbe alakulását mutatja 2007-2008 folyamán. Ennek egy adott naptári napra vonatkozó metszete az aznapi hozamgörbe; a lap tetején látható ábra (a 2008. március 13-i hozamgörbe) a jobb oldali felületnek az adott napi metszete.
Az alábbiakban az azonnali hozamgörbét az
{\displaystyle \scriptstyle Y\left(t,T\right)}
módon fogjuk jelölni. Itt a t azt a (naptári) időpontot jelöli, amikori hozamgörbét tekintünk; T pedig a lejárat (naptári) időpontja, azaz a hátralévő futamidő T-t. Valamely rögzített t időpontra tehát ez a függvény az adott napi hozamgörbét adja meg - például a t időpontbeli 2 éves hozam {\displaystyle Y(t,t+2)}. A lap tetején látható ábrán tehát a t időpont 2008. március 13.
A hazai állampapírpiacon gyakran használatos a referencia-hozamgörbe is. A referencia-hozamgörbe néhány kitüntetett lejárathoz (3, 6, 12 hónap ill. 3, 5, 10 és 15 év) ad meg hozamokat. Fontos különbség a spot hozamgörbéhez képest, hogy a referencia-hozamgörbe az ezekhez a lejáratokhoz legközelebb eső kötvények belső megtérülési rátáját (más néven lejáratig számított hozamát) adja meg, ezért jelenérték-számításhoz nem használható. A jobb oldali táblázat magyar állampapírok referencia-hozamgörbéjét mutatja 2010. január 15-én.
Kockázatos kötvényekből számolt hozamgörbe és a kamatfelár (credit spread)
A kamatszámítás módja szerint megkülönböztethetünk effektív hozamokkal és loghozamokkal számolt hozamgörbét. A gyakorlatban effektív hozamokat használnak, a matematikai modellezésben azonban a hozamok összeadhatósága miatt elterjedt a loghozamok használata. Az alábbiakban, ahol megkülönböztetjük ezeket, ott a nagybetűk ({\displaystyle Y}) mindig effektív hozamokat, a kisbetűk ({\displaystyle y}) pedig loghozamokat jelölnek.

## Jellegzetes alakjai
Normál (emelkedő), inverz (csökkenő), púpos
Megváltozás 3 faktorral jól leírható: szint, meredekség, görbület

## A hozamgörbe különböző reprezentációi

### Diszkontfüggvény
A hozamgörbe egy alternatív reprezentációja a diszkontfüggvény, azaz a különböző lejáratokhoz tartozó diszkonttényezők sorozata. A D(t,T) diszkontfüggvény a T időpontban lejáró, lejáratkor 1 Ft-ot fizető elemi kötvény t időpontbeli értéket adja meg (vagyis a T-t lejárathoz tartozó, a t időpontban érvényes diszkonttényezőt). A diszkontfüggvény ismeretében bármely fix kamatozású kötvény vagy pénzáramlás jelenértéke könnyen meghatározható:
{\displaystyle \scriptstyle P(t)=\sum _{i=1}^{n}D(t,T_{i})\cdot C_{i}}
ahol {\displaystyle P(t)} a kötvény {\displaystyle t} időpontbeli ára; {\displaystyle C_{1},C_{2},...,C_{n}} pedig a kötvény {\displaystyle t<T_{1}<T_{2}<...<T_{n}} időpontokban esedékes kifizetéseit jelöli.
A diszkontfüggvényből könnyen visszakapható a spot hozamgörbe; effektív, illetve logaritmikus kamatszámítás esetén ({\displaystyle Y} effektív hozamot, {\displaystyle y} pedig loghozamot jelöl):
{\displaystyle \scriptstyle {\begin{aligned}\scriptstyle D(t,T)&\scriptstyle =\left(1+Y(t,T)\right)^{-(T-t)}&&\scriptstyle \Longleftrightarrow &&\scriptstyle Y(t,T)={D(t,T)}^{-{\frac {1}{T-t}}}-1\\\scriptstyle D(t,T)&\scriptstyle =\exp \left\{-y(t,T)\cdot (T-t)\right\}&&\scriptstyle \Longleftrightarrow &&\scriptstyle y(t,T)=-{\frac {\ln D(t,T)}{T-t}}\end{aligned}}}

### Forward hozamok és a forwardgörbe
Az azonnali hozamgörbe elnevezésének az oka, hogy a jelen és egy jövőbeli időpont közötti hozamokat (az azonnali befektetések hozamait) mutatja. Azonban a hozamgörbéből implicit módon kiolvasható két jövőbeli időpont közötti befektetés hozama is, ahogy az a jelenből látszik. Ezeket a hozamokat határidős (forward) hozamoknak nevezik. Az alábbiakban a T és S jövőbeli időpontok közötti, a t időpontban érvényes határidős hozamot a
{\displaystyle \scriptstyle F\left(t,T,S\right)}
módon fogjuk jelölni (t<T<S). A forward hozamok az alábbi módon számolhatók ki a spot hozamgörbéből ({\displaystyle F} az effektív, {\displaystyle f} a logaritmikus forward hozamokat jelöli):
{\displaystyle \scriptstyle {\begin{aligned}\scriptstyle \left(1+Y(0,S)\right)^{S}&\scriptstyle =\left(1+Y(0,T)\right)^{T}\cdot \left(1+{\color {Red}F\left(t,T,S\right)}\right)^{S-T}\\\scriptstyle {\color {Red}F\left(t,T,S\right)}&\scriptstyle =\left({\frac {\left(1+Y(0,S)\right)^{S}}{\left(1+Y(0,T)\right)^{T}}}\right)^{1/(S-T)}\\\\\scriptstyle \exp \left\{y\left(0,S\right)\cdot S\right\}&\scriptstyle =\exp \left\{y\left(0,T\right)\cdot T\right\}\cdot \exp \left\{{\color {Red}f\left(0,T,S\right)}\cdot \left(S-T\right)\right\}\\&\scriptstyle =\exp \left\{y\left(0,T\right)\cdot T+{\color {Red}f\left(0,T,S\right)}\cdot \left(S-T\right)\right\}\\\scriptstyle {\color {Red}f\left(0,T,S\right)}&\scriptstyle =y\left(0,S\right)\cdot S-y\left(0,T\right)\cdot T\end{aligned}}}
Az alábbi ábra azt mutatja, hogy különféle spot és forward hozamok mely két időpont közötti időtávra vonatkoznak. A spot hozamok mindig a jelen és valamely jövőbeli időpont közötti időszakra vonatkozó hitelnyújtás kamatlábát adják meg, a forward hozamok ezzel szemben a jövőbeli időpontok közötti időszakra vonatkozó hitelnyújtás jelenben érvényes kamatlábai.
{\displaystyle \scriptstyle {\begin{aligned}\scriptstyle \left(1+Y(0,3)\right)^{3}&\scriptstyle =\left(1+Y(0,2)\right)^{2}\cdot \left(1+F(0,2,3)\right)\\&\scriptstyle =\left(1+F(0,0,1)\right)\cdot \left(1+F(0,1,2)\right)\cdot \left(1+F(0,2,3)\right)\\\\\scriptstyle 3\cdot y(0,3)&\scriptstyle =2\cdot y(0,2)+f(0,2,3)\\&\scriptstyle =f(0,0,1)+f(0,1,2)+f(0,2,3)\end{aligned}}}

Spot és forward hozamok a időpontból nézve

A spot hozamok a fentiek szerint a forward hozamok átlagaként is felfoghatók - effektív hozamok esetén mértani, loghozamok esetén pedig számtani átlagként.
A forward hozamok a hozamgörbe egy másik lehetséges reprezentációját, az ún. forwardgörbét adják – ez a {\displaystyle T} jövőbeli időpontban kezdődő, végtelenül rövid időszakra vonatkozó határidős hozamokat ábrázolja a {\displaystyle T} időpont függvényében:
{\displaystyle \scriptstyle f(t,T)=\lim _{\Delta t\rightarrow 0}f(t,T,T+\Delta t)=\lim _{\Delta t\rightarrow 0}{\frac {\ln \left[D(t,T)/D(t,T+\Delta t)\right]}{\Delta t}}=-{\frac {\partial \ln D(t,T)}{\partial T}}}

## Hozamgörbe-elméletek
A hozamgörbe-elméletek célja a hozamgörbe tipikus alakjainak és a hozamgörbe alakulásának a magyarázata.

### A várakozási hipotézis
A (tiszta) várakozási hipotézis szerint a határidős (forward) hozam egyenlő a várható jövőbeli azonnali (spot) hozammal:
{\displaystyle \scriptstyle F(t,T,S)=\mathrm {E} _{t}\left[Y(T,S)\right],\qquad \qquad t<T<S}
Vagyis az emelkedő hozamgörbe a várakozási hipotézis szerint azt jelenti, hogy a rövid lejáratú hozamok a piac szerint várhatóan emelkedni fognak, és fordítva.
A tiszta várakozási hipotézis következménye, hogy adott tartási periódusra számított hozam minden termék esetén meg kell, hogy egyezzen. Mindegy, hogy rövid vagy hosszú lejáratú kötvényt tartunk, azonos időszak alatt azonos hozamot kell az elmélet szerint biztosítaniuk, vagyis a különféle lejáratú kötvények egymás tökéletes helyettesítői.
Ez megmagyarázza ugyan, hogy magas kamatok esetén jellemzően miért csökkenő a hozamgörbe (mint Magyarországon az elmúlt időszak jelentős részében), illetve alacsony kamatok esetén jellemzően miért emelkedik. A normál körülmények között általában megfigyelhető emelkedő ("normál") hozamgörbe viszont ezen hipotézis szerint a jövőbeli emelkedést jelezné előre - a múltbeli tapasztalatok szerint viszont a hozamgörbe tartósan is ilyen alakú maradhat anélkül, hogy a rövidebb hozamok emelkednének. A várakozási hipotézis tehát nem ad kielégítő magyarázatot a hozamgörbe normál körülmények között megfigyelt alakjára.

### A likviditási preferencia elmélete
A likviditási preferencia elmélete abból indul ki, hogy a bizonytalan jövő miatt a befektetők szívesebben kötik le tőkéjüket rövidebb, mint hosszabb időtávra. Ha ugyanis a jövőben váratlanul pénzre lenne szükségük, akkor a hosszabb távra lekötött tőkéjüket csak kedvezőtlen feltételek mellett szabadíthatnánk fel. Csak magasabb hozam, az ún. likviditási prémium esetén lesznek hajlandók mégis hosszabb távú befektetésekre. Az elmélet ezzel magyarázza, hogy a hozamgörbe általában miért emelkedő: a hosszabb lejáratokhoz tartozó hozamok likviditási prémiumot tartalmaznak.
A likviditási prémiumot a forward hozamok és a várható jövőbeli spot hozamok különbségeként értelmezzük; a likviditási preferencia elmélete szerint tehát a forward hozamok magasabbak lesznek a várható jövőbeli spot hozamoknál:
{\displaystyle \scriptstyle F(t,T,S)>\mathrm {E} _{t}\left[Y(T,S)\right],\qquad \qquad t<T<S}

### A szegmentált piacok hipotézise
Mind a várakozási hipotézis, mind a likviditási preferencia elmélete abból indul ki, hogy a különféle lejáratú kötvények potenciális helyettesítői egymásnak - azaz például egy hosszabb időhorizonttal rendelkező befektető választhatja azt is, hogy rövidebb távú befektetéseket görget. A szegmentált piacok hipotézise ezzel szemben azon alapul, hogy miután a különféle befektetők eleve eltérő befektetési horizonttal bírnak, ezért a különböző lejárati szegmensek lényegében eltérő piacoknak tekinthetők, amelyek között kicsi az átjárás. Emiatt a különféle lejáratokhoz tartozó hozamok egymástól függetlenül is változhatnak, sokféle lehetséges hozamgörbeformát alakítva ki. Az emelkedő hozamgörbe eszerint a rövidebb lejáratú kötvények iránti nagyobb keresletet (vagyis szintén a egyfajta likviditási preferenciát) tükröz. A hipotézis ugyanakkor nem magyarázza meg, hogy jellemzően miért mozognak együtt a rövid és a hosszabb lejáratú hozamok.

### A preferált lejáratok elmélete
A helyettesítő és a szegmentált nézőpontok közötti középutas megközelítés a preferált lejáratok elmélete. Eszerint minden befektető preferál ugyan egy, a saját befektetési horizontjának megfelelő lejárati tartományt, de kellő nagyságú prémium fejében hajlandó más lejáratú kötvényt is tartani.

## A hozamgörbe meghatározása piaci adatokból
A gyakorlatban a hozamgörbe közvetlen megbecslése helyett egyszerűbb a diszkontfüggvényt becsülni, és abból a fentebb ismertetett módon visszaszámolni a hozamgörbét. A becslés vagy kötvénypiaci árakat, vagy a pénzpiacon érvényes hozamokat felhasználva végezhető el.
Az első esetben egy adott kockázati osztályba tartozó kötvények (például a Magyar Köztársaság által kibocsátott kötvények) piaci árfolyamait használják fel. Miután elemi kötvények rendszerint csak a rövid (egy éven belüli) lejáratokhoz léteznek, ezért a hosszabb lejáratokhoz tartozó hozamokat kamatozó kötvények árfolyamaiból nyerik ki. Az így kapott hozamgörbét szokás állampapírpiaci hozamgörbének is nevezni.
A második esetben a bankközi pénzpiac adatai képezik a becslés alapját. A rövid lejáratokhoz tartozó hozamokat az érvényes LIBOR ill. BUBOR hozamokból, a középtávúakat a határidős kamatlábakból, a hosszú lejáratúakat pedig kamatcsere-ügyletek jegyzett hozamait (az ún. swap rátákat) felhasználva becslik meg. Az így kapott hozamgörbét szokás pénzpiaci hozamgörbének is nevezni. Ennek a megközelítésnek több előnye is van az előzőhöz képest. Az egyik előny, hogy általában több lejárat áll rendelkezésre, ezért a hozamgörbe pontosabban becsülhető (különösen a rövid végen, az overnight-tól a 3 hónapos lejáratig terjedő BUBOR hozamokat felhasználva). A másik előny, hogy a bankközi pénzpiac sok esetben likvidebb az állampapírpiacnál, és ezért a várakozások megváltozása hamarabb megjelenhet a pénzpiaci árakban.

### A görbe diszkrét pontjainak becslése
Mindkét megközelítés esetén a piacon elérhető termékek kifizetései egy {\displaystyle \scriptstyle \mathbf {C} \in \mathbb {R} ^{n\times m}} mátrixba rendezhetők, ahol minden sor valamely termék kifizetéseit tartalmazza, az oszlopok pedig a jövőbeli kifizetési időpontokat jelképezik ({\displaystyle n} a termékek, {\displaystyle m} pedig az eltérő kifizetési időpontok száma). Legyen {\displaystyle \scriptstyle \mathbf {p} \in \mathbb {R} ^{n}} az egyes termékek aktuálisan megfigyelt piaci ára. Ekkor a feladat egy olyan {\displaystyle \scriptstyle \mathbf {d} \in \mathbb {R} ^{m}} diszkonttényező-vektor meghatározása, amellyel a termékek kifizetéseit diszkontálva visszakapjuk a megfigyelt piaci árakat, azaz amelyre p = Cd. Piaci tökéletlenségek (mint a bid-ask spread, adók, tranzakciós költségek), mérési hiba és egyéb zajok miatt azonban általában nem található olyan diszkonttényező-vektor, amely pontosan megoldaná ezt az egyenletet. Ezért a fenti helyett a cél egy olyan d vektort találni, amelyre
{\displaystyle \scriptstyle \mathbf {p} =\mathbf {Cd} +{\boldsymbol {\varepsilon }}}
ahol az {\displaystyle \epsilon } hibatag-vektor a lehető legkisebb.
A fenti regressziós egyenlet sokféle módon megoldható. A leginkább kézenfekvő a legkisebb négyzetek módszerének alkalmazása. Miután a rövidebb lejáratok jellemzően likvidebbek, mint a hosszabb lejáratok, ezért a rövidebb futamidejű kötvények megfigyelt árai is pontosabbak a hosszabb futamidejű kötvények árainál (kisebb a hiba mértéke). Az emiatt fellépő heteroszkedaszticitás miatt a fenti egyenletet az általánosított legkisebb négyzetek módszere (Generalized Least Squares, GLS) segítségével szokták megbecsülni.
Mivel azonban a C kifizetésmátrix tipikusan nagyon sok nulla értéket tartalmaz, a legkisebb négyzetek módszere általában nem ad kielégítő eredményt. Ráadásul amennyiben {\displaystyle n<m}, azaz a kötvények száma kevesebb, mint a kifizetési időpontok száma , akkor a becslés nem is végezhető el. Magyarországon ez a helyzet; 2008 márciusában a kb. aktívan kereskedett 30 államkötvényhez összesen 94 különböző kifizetési időpont tartozott.

## A hozamgörbe alakulásának modellezése
- short rate modellek
- forward rate modellek (Heath-Jarrow-Morton)
- LIBOR market model